# فرزندخوانده (فیلم)
فرزندخوانده فیلمی به کارگردانی و نویسندگی وحید نیکخواه آزاد محصول سال ۱۳۹۰ است.

## بازیگران
- رضا رادمنش
- علیرضا مظفری
- نیلوفر محمودی
- حمیدرضا پگاه
- شبنم قلی خانی
- بهروز شعیبی
- سید مهرداد ضیایی
- فریبا کوثری
- شاهرخ فروتنیان
- نگار نیکخواه آزاد
- شمسی فضل‌الهی
- سولماز حصاری

## عکس
- امید مسعودفر